# Campeonato Mundial de Luge de 1957
O Campeonato Mundial de Luge de 1957 foi a 2ª edição da competição e foi disputada entre os dias 26 e 27 de janeiro na cidade de Davos, Suíça.

## Medalhistas
| Evento                        | Ouro                                                    | Prata                                 | Bronze                              |
| Individual masculino detalhes | FRG Hans Schaller                                       | SUI Bibi Torriani                     | AUT Erich Raffi                     |
| Individual feminino detalhes  | AUT Maria Isser                                         | FRG Helga Müller                      | ITA Brigitte Fink                   |
| Duplas detalhes               | FRG Alemanha Ocidental Fritz Nachmann Josef Strillinger | ITA Itália Ernst Pichler Hubert Ebner | AUT Áustria Erich Raffi Louis Walch |

## Quadro de medalhas
| Ordem | País               |   |   |   |   |
| 1     | Alemanha Ocidental | 2 | 1 |   | 3 |
| 2     | Áustria            | 1 |   | 2 | 3 |
| 3     | Itália             |   | 1 | 1 | 2 |
| 4     | Suíça              |   | 1 |   | 1 |